# Violsjöborrekaktus
Violsjöborrekaktus (Acanthocalycium spiniflorum) är en suckulent växt inom släktet Acanthocalycium och familjen kaktusar.

## Beskrivning
Violsjöborrekaktusen är något tillplattade klotformade solitära plantor som blir upp till tio centimeter i diameter. De har cirka 16 till 19 relativt tydliga rörlika åsar som blir upp till en centimeter höga, med gråvita runda areoler på. I areolerna sitter 10 till 20 taggar som är brunaktiga och något bågformade, nålliknande och böjliga. Taggarna är gulbruna med en mörk spets, men blir gråa med åldern. Blommorna är vita till rosa relativt höresta. Blommorna är tratt- till klockformade och blir fyra centimeter höga och lika breda.
Violsjöborrekaktusen har sitt naturliga ursprung i Córdoba, Argentina, men förekommer som krukväxt.
Det vetenskapliga namnet Acantho kommer från grekiskans a’cantha som betyder tagg, och calysum från latinets ca’lyx som betyder knopp. Taggig knopp.

## Synonymer
- Echinocactus spiniflorum K.Shumm. 1903
- Echinopsis spiniflora (K.Shumm.) A.Berger 1929
- Echinopsis violacea Werdermann 1931
- Acanthocalycium violaceum (Werdermann) Backeb. 1935

## Referenser

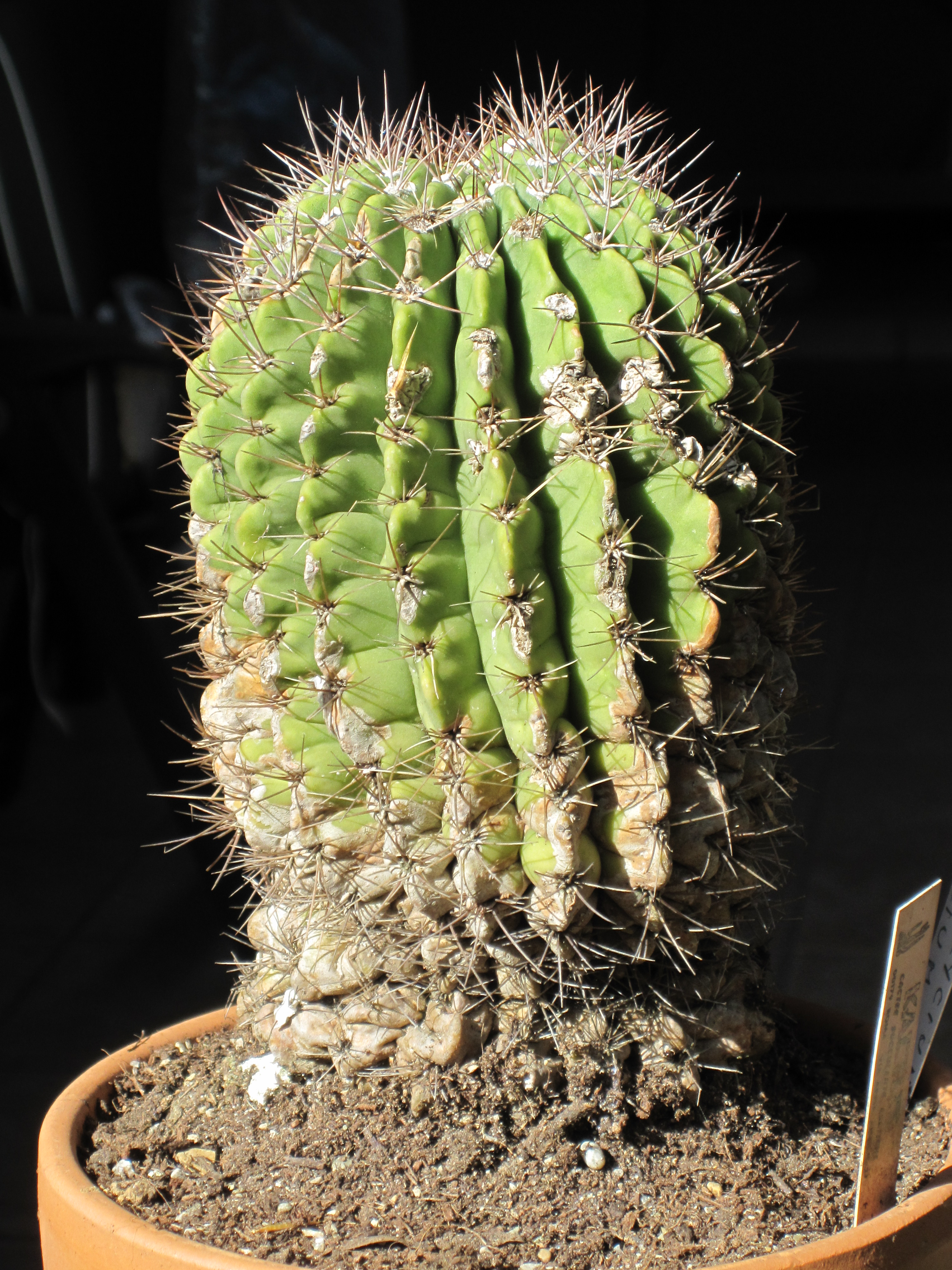
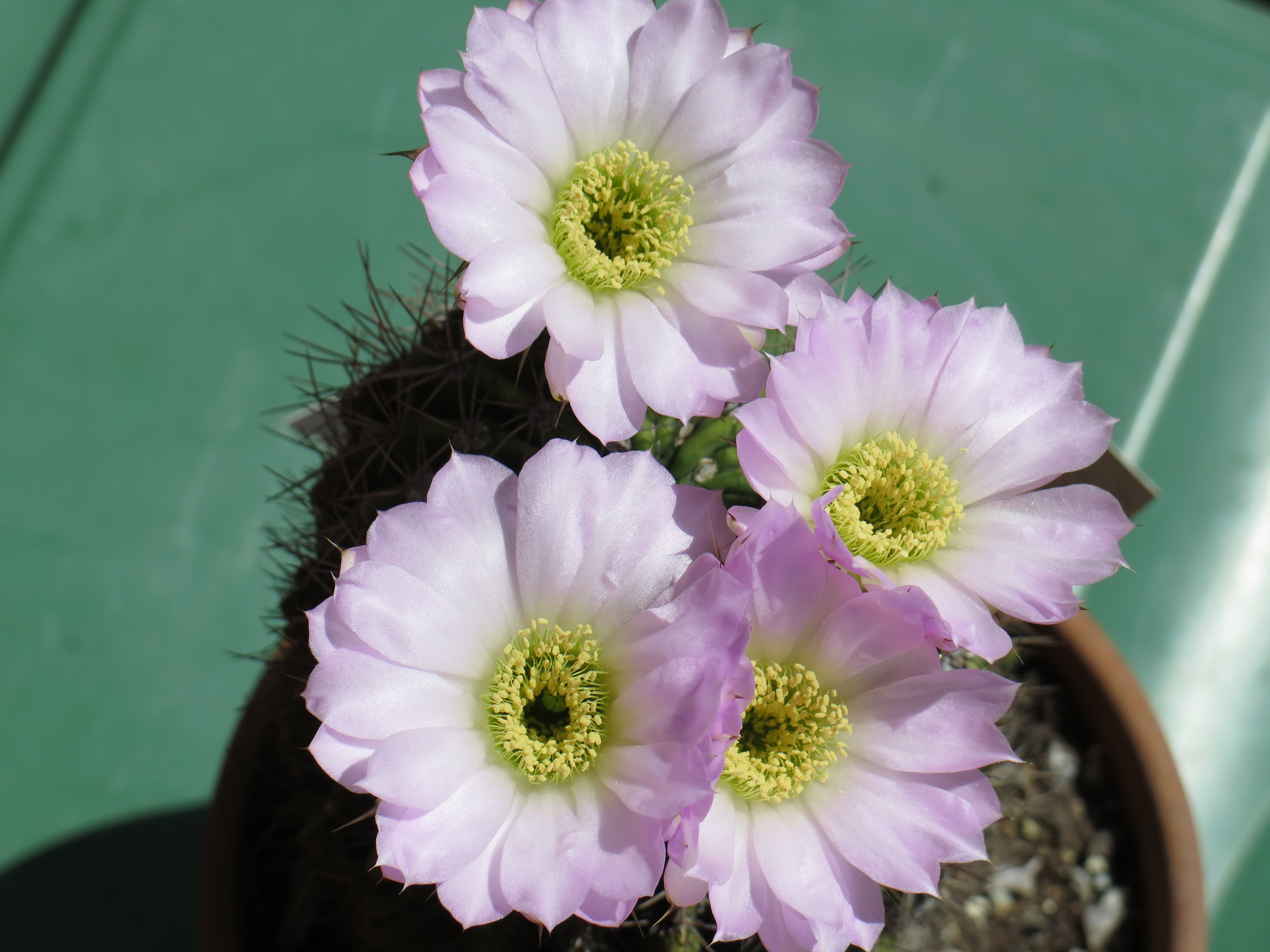